# Pewter
Pewter-ul era inițial un aliaj de staniu cu 15% plumb și uneori stibiu și cupru. Pewter-ul modern nu mai conține plumb (compoziția comună fiind 91% staniu, 7,5% stibiu și 1,5% cupru). 